# Cymothoe langi
Cymothoe langi är en fjärilsart som beskrevs av Holland 1920. Cymothoe langi ingår i släktet Cymothoe och familjen praktfjärilar. Inga underarter finns listade i Catalogue of Life.